# Grzegorz Szymusik
Grzegorz Szymusik (ur. 4 czerwca 1998 w Stargardzie) – polski piłkarz grający na pozycji obrońcy w  Polonii Bytom.

## Kariera klubowa
Jest wychowankiem Zenitu Koszewo.
15 lipca 2015 został zawodnikiem seniorskiej drużyny Błękitnych Stargard. 9 kwietnia 2016 zadebiutował w barwach „Wojowników Pomorza”. 19 listopada 2016 zdobył pierwszego gola jako zawodnik Błękitnych Stargard. W sezonie 2016/2017 zdobył 5 goli i rozegrał 31 meczów i był najlepiej punktującym zawodnikiem szczebla centralnego projektu PZPN Pro Junior System. Sezon później zagrał w 30 meczach i strzelił 4 gole Został nominowany przez Polski Związek Piłkarzy w plebiscycie „Piłkarze Wybierają” do trzech nagród – „Jedenastki Roku”, „Odkrycia 2. Ligi” i „Najlepszego Młodego Piłkarza 2. ligi”. Ostatecznie, głosami zawodników, został wybrany najlepszym młodzieżowcem 2 Ligi. 
30 sierpnia 2018 został zawodnikiem Korony Kielce, po czym od razu udał się na wypożyczenie do Warty Poznań. W barwach „Zielonych” rozegrał 27 meczów i strzelił 3 gole.
W sezonie 2019/2020 zagrał w 20 meczach i strzelił jednego gola.

## Kariera reprezentacyjna
11 listopada 2016 zadebiutował w reprezentacji Polski U-19 w meczu przeciwko Słowacji. Dwa dni później zdobył gola w meczu, w którym reprezentacja Polski do lat 19 podejmowała reprezentację Finlandii U-21. 14 marca 2018 został powołany przez Dariusza Gęsiora do reprezentacji Polski U-20 na mecze z reprezentacją Anglii i Niemiec.